# Астахова, Анна Михайловна
А́нна Миха́йловна Аста́хова (22 июня [4 июля] 1886, Кронштадт, Санкт-Петербургская губерния — 30 апреля 1971, Ленинград) — советский филолог и фольклорист, исследователь фольклора Русского Севера. Доктор филологических наук, профессор.

## Биография
Родилась 22 июня (4 июля) 1886 в Кронштадте в семье военного моряка — офицера минного полка. В шестилетнем возрасте потеряла мать, а в 1903 году умер и отец. Оставшись без родителей в 17 лет, начала давать частные уроки. С отличием окончила Петербургское училище ордена св. Екатерины, в 1903—1908 годах училась на словесно-историческом отделении Санкт-Петербургского женского педагогического института.
Преподавала историю и литературу в гимназиях ряда городов Российской империи: в г. Валка Лифляндской губернии (1908—1909), г. Тифлис Тифлисской губернии на Кавказе (1909—1911), а затем в Тенишевском училище Петербурга/Петрограда (1912—1920).
В 1921—1931 годах — преподаватель русской литературы, научный сотрудник Государственного института истории искусств (ГИИИ), окончившая при нём Высшие курсы. В 1926 году участвовала в первой крупной комплексной экспедиции ГИИИ в Заонежье, в ходе которой, после погружения в крестьянскую культуру, твёрдо решила стать фольклористом. Следующие три экспедиции ГИИИ на Русский Север, ставшие знаковыми в истории советской фольклористики, охватили обширные территории бассейнов рек: Пинега (1927), Мезень (1928), Печора (1929).
В 1931 году ГИИИ был реорганизован в Государственную академию искусствознания (ГАИс), из которой фольклористика была переведена в Институт по изучению народов СССР (ИПИН). В 1933 году ИПИН слился с Музеем антропологии и этнографии (Кунсткамерой), образовав Институт антропологии и этнографии АН СССР (ИАЭ). Соответственно Фольклорная секция, руководимая в этот период М. К. Азадовским (1888—1954), с 1933 по 1939 была структурной единицей этого Института. В 1939 Фольклорная комиссия (наименование с 1937) была переведена в Институт литературы (Пушкинский Дом) АН СССР, став в нём Отделом фольклора народов СССР.
В начале 1930-х записывала песни городских певцов Ленинграда. Был практически подготовлен к печати сборник «Ленинградские уличные певцы», готовившийся к выходу из печати в 1932 году, однако по цензурным соображениям он не был так и не увидел свет. В фоноархиве Пушкинского дома сохранились восковые валики с записями голоса одного из певцов, сделанными в ИПИН, а в рукописном отделе института — черновая рукопись с текстами песен и комментариями составителя.
В 1939—1965 годах — научный сотрудник Института русской литературы АН СССР, секретарь Отдела народного творчества, заведующая фольклорным рукописным хранилищем. В период Великой Отечественной войны оставалась в блокадном Ленинграде, пережив зиму 1941/1942; в июле 1942 была эвакуирована в Казань, вместе с другими выжившими сотрудниками Пушкинского Дома. В 1944 году защитила докторскую диссертацию «Северный период в истории русской былины», рукопись которой в 1948 году была переработана и издана в виде монографии «Русский былинный эпос на Севере». С 1949 — профессор.
Организовала ряд фольклорных экспедиций на Русский Север. Во время экспедиций в Карелии, на Пинеге, Мезени и Печоре, в Поморье и Сибири, а также в Московской и Ленинградской области записала и впоследствии исследовала более 10 тысяч произведений русского народного устного творчества, прежде всего былин. Является автором свыше 200 печатных работ по фольклористике.
В своих исследованиях былин поддерживала точку зрения А. П. Скафтымова, высказанную им ещё в 1920-е годы в работе «Поэтика и генезис былин», который критиковал исключительно исторический подход и призывал к осознанию художественной самоценности былин — их эстетике. Она писала:
«В былинах отражение исторического прошлого дано в таких больших художественных обобщениях, что в результате получается лишь общая картина определённого периода или известного момента исторической жизни народа… Также и образы богатырей, имена которых восходят к определённым историческим деятелям, не дают исторических портретов. В них заключены идеальные представления о герое, родившиеся на основе широкого обобщения действительности, и показаны различные типические проявления героики. То же следует сказать и о былинных воплощениях врага».
С 1956 года (выхода первого тома) и до конца жизни редактировала многотомное научное издание — сборник «Русский фольклор» (тома 1—13).
Умерла 30 апреля 1971 года. Похоронена на Северном кладбище Санкт-Петербурга.

## Награды
- Орден «Знак Почёта»
- Медаль «За доблестный труд в Великой Отечественной войне 1941—1945 гг.»
- Медаль «За оборону Ленинграда»

## Некоторые работы
- Былины Севера: Материалы рукописного хранилища Фольклорной комиссии / АН СССР. Фольклорная комиссия при институте этнографии; Ред. М. К. Азадовский. — М., Л.: Изд-во АН СССР, 1938. — Т. 1 : Мезень. Печора. — 656, [22] с. — 5000 экз.
  - Былины Севера: Материалы рукописного хранилища Сектора фольклора / АН СССР, Ин-т рус. лит. (Пушкинский Дом); подгот. текста и коммент. А. М. Астаховой; под. ред. В. П. Андриановой-Перетц; сост. А. М. Астахова. — М., Л.: Изд-во АН СССР, 1951. — Т. 2 : Прионежье, Пинега, Поморье. — 848, [38] с.
- Астахова А. М., Колпакова Н. П. Старая и новая Карелия в частушке / Карел. науч.-исслед. ин-т культуры. — Петрозаводск: Кирья, 1937. — 160 с.
- Народные песни Вологодской области: Сборник фонографических записей / Под ред. Е. В. Гиппиуса и З. В. Эвальд; Записи текстов А. М. Астаховой и Н. П. Колпаковой; Муз. записи В. В. Великанова и Ф. А. Рубцова. — Л.: Музгиз. Ленингр. отд., 1938. — 136 с.
- Былины П. И. Рябинина-Андреева / Подготовка текстов, статья и примеч. В. Г. Базанова; Предисл. и ред. А. М. Астаховой. — Петрозаводск: Каргосиздат, 1940. — 144 с.
- Былины Пудожского края / Подготовка текстов, статья и примеч. Г. Н. Париловой и А. Д. Соймонова; Предисл. и ред. А. М. Астаховой; Науч.-исслед. ин-т культуры Карело-Фин. ССР. — Петрозаводск: Гос. изд-во Карело-Фин. ССР, 1941. — 512 с.
- Астахова А. М. Русский былинный эпос на Севере / Ин-т истории, языка и литературы Карело-Фин. базы АН СССР. — Петрозаводск: Гос. изд-во Карело-Фин. ССР, 1948. — 396 с.
- Очерки русского народнопоэтического творчества советской эпохи / Под. общ. ред. А. М. Астаховой ; АН СССР. Ин-т рус. литературы. (Пушкинский дом). — М.; Л.: Изд-во АН СССР, 1952. — 544, [14] с.
- Илья Муромец / Подготовка текстов, статья и коммент. А. М. Астаховой; Отв. ред. чл.-кор. АН СССР Д. С. Лихачев; АН СССР. Отд-ние литературы и языка. — М.; Л.: Изд-во АН СССР. Ленингр. отд-ние, 1958. — 557 с. — (Литературные памятники). — 10 000 экз.
- Былины в записях и пересказах XVII—XVIII веков / Изд. подгот.: А. М. Астахова, В. В. Митрофанова, М. О. Скрипиль; АН СССР, Ин-т русской литературы (Пушкинский дом). — М.; Л.: Изд-во АН СССР. Ленингр. отделение, 1960. — 320, [10] с. — (Памятники русского фольклора). — 3000 экз.
- Астахова А. М. Народные сказки о богатырях русского эпоса / АН СССР. Институт русской литературы (Пушкинский дом). — М.; Л.: Изд-во АН СССР, 1962. — 120 с. — 5000 экз.
- Народные баллады / Вступ. статья, подготовка текста и примеч. Д. М. Балашова; Под  общ. ред. А. М. Астаховой. — М.; Л.: Советский писатель. Ленингр. отд-ние, 1963. — 448 с. — (Библиотека поэта. Большая серия. 2-е изд.).
- Астахова А. М. Художественный образ и мировоззренческий элемент в заговорах. — М.: Наука, 1964. — 10 с. — (Доклады/ VII Междунар. конгресс антропол. и этногр. наук. (Москва, авг. 1964 г.); 179).
- Астахова А. М. Былины: Итоги и проблемы изучения / АН СССР. Ин-т рус. лит. (Пушкин. Дом). — М.; Л.: Наука. Ленингр. отд-ние, 1966. — 292 с. — 3700 экз.